# 竪石洋美
竪石 洋美（たていし　ひろみ、1953年-）は神奈川県出身の日本の柔道家。現役時代は66kg級の選手。結婚前は福田姓で、東京慈恵会医科大学の職員だった。

## 人物
1978年に初開催された体重別では65kg超級の初代チャンピオンとなった。しかし、翌年は2位に終わった。1980年になると、ハワイで初開催された環太平洋柔道選手権大会に山口香などとともに日本の女子選手として初めて国際大会に参加して、66kg級と無差別でそれぞれ3位となった。体重別は66kg級に出場して2年ぶりの優勝を果たして、ニューヨークで初開催されることになった世界選手権代表に選ばれた。世界選手権では自身の階級である66kg級で5位となると、無差別ではベルギーのイングリッド・ベルグマンスに敗れるなどしたがこちらも5位となった。
その後結婚して竪石姓となり、1981年の体重別に優勝すると、ジャカルタで初開催となった女子のアジア選手権でも優勝を飾った。さらに、1982年の体重別では神取しのぶを破って優勝すると、2度目の世界選手権代表に選ばれた。今回の世界選手権では主婦という肩書きで出場して、自身の階級である66kg級ではまたも5位に終わったものの、無差別ではフランスの強豪であるジョセリーヌ・トリアドウを破るなどして決勝に進むが、ベルグマンスに横四方固で敗れた。この試合後、｢これからは子供を作りたい｣という理由で引退を表明した。
その後、1999年には全日本アームレスリング選手権大会に出場して、女子ライトハンド70kg級で優勝を成し遂げた。

## 主な戦績
- 1978年　- 体重別　優勝
- 1979年　- 体重別　2位
- 1980年　- 環太平洋柔道選手権大会 66kg級　3位　無差別　3位
- 1980年　- 体重別　優勝
- 1980年　- 世界選手権　66kg級　5位　無差別　5位
- 1981年　- 体重別　優勝
- 1981年　- 環太平洋柔道選手権大会　2位
- 1981年　- アジア選手権　優勝
- 1982年　- 体重別　優勝
- 1982年　- 世界選手権　66kg級　5位　無差別　2位